# 克里尼奇涅 (馬涅維奇區)
51°0′51″N 25°32′45″E / 51.01417°N 25.54583°E
克里尼奇内（烏克蘭語：Криничне），是烏克蘭西北部的村落，隸屬沃倫州的盧茨克區。該村面積15.27平方公里，海拔高度186米，2001年人口515，人口密度每平方公里33.73人。